# Oberwolfach
Oberwolfach (Alemanni thấp: Obberwolfä) là một thị xã thuộc huyện Ortenaukreis, bang Baden-Württemberg, Đức. Nơi đây có Viện Nghiên cứu Toán học Oberwolfach (Mathematisches Forschungsinstitut Oberwolfach).